# Communauté de communes de l'Ouest Cambrésis
La communauté de communes de l'Ouest Cambrésis   est une ancienne communauté de communes française, située dans le département du Nord et la région Nord-Pas-de-Calais, arrondissement de Cambrai. Le 1er janvier 2014, elle disparait en fusionnant avec la communauté d'agglomération de Cambrai.

Elle fait partie du Pays du Cambrésis.

## Composition
La communauté de communes de l'Ouest Cambrésis  regroupait 10 communes.
| Code INSEE | Commune            | Maire            | Population | Superficie | Délégués |
| ---------- | ------------------ | ---------------- | ---------- | ---------- | -------- |
| 59001      | Abancourt          | Françoise laine  | 432 hab.   | 567 ha     | nc       |
| 59023      | Aubencheul-au-Bac  | Michel Pretre    | 479 hab.   | 320 ha     | nc       |
| 59048      | Bantigny           | Yves Marecaille  | 465 hab.   | 317 ha     | nc       |
| 59085      | Blécourt           | Albert Leverd    | 346 hab.   | 358 ha     | nc       |
| 59167      | Cuvillers          | Émile Milliot    | 169 hab.   | 283 ha     | nc       |
| 59255      | Fressies           | Henri Gamez      | 509 hab.   | 473 ha     | nc       |
| 59294      | Haynecourt         | Alain Parsy      | 276 hab.   | 592 ha     | nc       |
| 59300      | Hem-Lenglet        | Yvette Blanchard | 470 hab.   | 494 ha     | nc       |
| 59552      | Sancourt           | Francine Chauwin | 218 hab.   | 388 ha     | nc       |
| 59597      | Tilloy-lez-Cambrai | Claude Leclercq  | 670 hab.   | 332 ha     | nc       |
| Totaux     | 10 communes        | 10 communes      | 4 034 hab. | 4 124 ha   | 40       |

## Présidents
| Période | Période | Identité | Étiquette | Qualité |
| ------- | ------- | -------- | --------- | ------- |
|         |         |          |           |         |
|         |         |          |           |         |